# شوقي عبد الحكيم
شوقي عبد الحكيم (1934- 16 أغسطس 2003) كاتب مسرحي وروائي وباحث في الثقافة الشعبية من مصر. له ما يزيد على 40 كتابا في مختلف فنون الأدب، منها: رواية «أحزان نوح»، وعدد من المسرحيات من بينها: «ملك عجوز»، و«شفيقة ومتولي»، و«شبابيك»، و«لعب الملوك»، و«سعدي ومرعي». وكان آخر ما عرض له مسرحية «بمالي أعمل ما بدا لي».

## سيرته
ولد عبد الحكيم في إحدى قرى محافظة الفيوم (90 كم جنوب القاهرة) وتخرج في كلية الآداب قسم الفلسفة في العام 1958،  وكان لهذه النشأة الريفية تأثير كبير في اتجاهه إلى هذا النوع من الأدب فهو لم يختر الأدب الشعبي للدراسة بل كان هواية لازمته منذ الصغر، فقد بدأ اهتمامه به عندما كان يستمع إلى المداحين والمغنواتية و«الندابات».
عمل بالصحافة وتعرض للسجن في ستينيات القرن الماضي. وغادر القاهرة للعمل في بيروت لفترة، كما أقام بلندن بضع سنوات لإنجاز بعض دراساته في الأدب الشعبي.

## نشاطه الثقافي
عبد الحكيم كاتب مسرحي وروائي وباحث في التراث الشعبي، ففي مطلع شبابه اتجه إلى بحث ودراسة السير والملاحم، مسجلا ومدققا لكل فنون الفلاحين وأقوالهم، وكان أول كتاب له: «أدب الفلاحين»، قدّم له الدكتور مصطفى مشرفة كما كانت له دراسة عن أهل المزازيك والفن الشعبي بمحافظة الفيوم كتب عنها رواية: دم ابن يعقوب.
استلهم من التراث أكثر من 18 عملا مسرحيا منها: حسن ونعيمه، وشفيقة ومتولي التي تحولت إلى فيلم من إخراج علي بدرخان، ومسرحيات المستخبي، ملك عجوز التي قدّم لها الكاتب يحي حقي، ومسرحية مولد الملك معروف، وخوفو، والأعيان، وسميراميس، وعبيد الغالبة، وسعده ومرعي، وحرامي الملوك، وأكازيون، واللي يشبع ينطح، ولمالي أفعل ما بدالى، وغيرها من المسرحيات.
في الرواية له عدة روايات منها: أحزان نوح وعملت مسلسل تلفزيوني بطولة وعبد الله غيث، وثلاثية سيتراكون عربية، وبيروت البكاء ليلا عن الحرب الأهلية في لبنان، ولصوص الموتى، والدبايح.

## أعماله
تنوعت أعمال شوقي عبد الحكيم بين المقالات والدراسات والمسرحيات والروايات ومعظم هذه الأعمال مستوحى من التراث الشعبي وكانت باكورة أعماله كتاب «أدب الفلاحين» وتحول بعض أعمال الراحل لدراما تلفزيونية وأفلام سينمائية، إذ أخرج علي بدرخان للسينما عام 1978 فيلم «شفيقة ومتولي» وكتب السيناريو والحوار له الشاعر الراحل صلاح جاهين وقامت بالبطولة سعاد حسني وأحمد زكي.
وقدّم شوقي عبد الحكيم عددا من النصوص في المسرح المرتجل والتي وصل عددها إلى 16 نصاً، وكان يرى أن هذا النوع من المسرح يشبه السّير الشعبية والملاحم الممثل فرصة للإبداع الفوري بينه وبين الناس. ومن أبرز مؤلفات شوقي عبد الحكيم «موسوعة الفولكلور والأساطير العربية» وتشكل هذه الموسوعة رحلة في الفولكلور والأساطير العربية للتعرف على طفولة وتطور وتحولات المخيلة البشرية بهدف إعادة صياغة الإنسان العربي الجديد بدءاً بأخلاقياته وسلوكياته وانتهاء بالممارسة السياسية على طول الكيانات العربية. وأيضا «سيرة الملوك التباعنة» وهي تفسير مجموعة من سير الملوك التباغتة» عرب اليمن القدماء، وتاريخهم وأثرهم في نشر الحضارة والعروبة في الشرق الأقصى ومصر والقرن الأفريقي واعتمد على مجموعة وثائق ومخطوطات في مكتبة المتحف البريطاني في لندن. ثم «الأميرة ذات الهمة، كما قدم عبد الحكيم العديد من الأبحاث مثل السير والملاحم العربية - سيرة بني هلال - والشعر العربي- علمنة الدول ومشكلة التراث.
كرمه مهرجان المسرح التجريبي في دورته الخامسة، وكان يعاني من الاضطهاد والتعتيم ممن هم أدنى منه في المستوى ويقبضون على زمام الحياة الثقافية، ومما لا شك فيه أن شوقي عبد الحكيم قيمة ثقافية كبيرة وساهم في الحفاظ على التراث المصري.

## دراساته
لعبد الحكيم إضافة إلى الأعمال المسرحية والروائية، عدة مؤلفات في حقل الدراسات الشعبية والأثنوجرافيا، منها:
- موسوعة الفلكلور والأساطير العربية ط.1: دار العودة، بيروت [18]- ط.2: مكتبة دبولي، القاهرة [19]
- السير والملاحم الشعبية العربية - دار الحداثة، بيروت [20]
- الشعر الشعبي الفولكلوري عند العرب: دراسة ونماذج - دار الحداثة، بيروت [21]
- مدخل لدراسة الفولكلور والأساطير العربية - دار ابن خلدون، بيروت [22]
- سيرة بني هلال
- الزير سالم - دار ابن خلدون، بيروت [23]
- الأميرة ذات الهمة - الدار المصرية اللبنانية، القاهرة [24]
- سيرة الملوك التباعنة - الدار المصرية اللبنانية، القاهرة [25]
- علمنة الدولة وعقلنة التراث العربي
- سارة وهاجر: دراسة نظرية مزودة بالنص الشعبي الفولكلوري لهذه الملحمة [26]
- عزيزة ويونس
- قاموس الكائنات الخرافية
- الموت والتفاهة - الهيئة المصرية العامة للكتاب، القاهرة [27]

## وصلات خارجية
- المؤلف المسرحي وصاحب موسوعة الأساطير الحديثة: شوقي عبد الحكيم… أتجاوز بأعمالي أحلام الناس وأعتمد على الموروث الشعبي